# British-Eagle-Flug 802 (1964)
British-Eagle-Flug 802/6 war ein Linienflug von London Heathrow nach Innsbruck Kranebitten, auf dem am 29. Februar 1964 eine Bristol Britannia knapp unterhalb des Gipfels in den Glungezer flog und zerschellte, wobei alle 83 Personen an Bord ums Leben kamen. Es ist bis heute (Februar 2024) der schwerste Flugunfall in Österreich.

## Verlauf
Die Bristol 175 Britannia Series 312 mit dem Luftfahrzeugkennzeichen G-AOVO der British Eagle International Airlines startete um 12:04 Uhr Ortszeit in London Heathrow mit 75 Passagieren und acht Besatzungsmitgliedern an Bord. Bis Kempten (Allgäu) erfolgte der Flug nach Instrumentenflugregeln (IFR). Dort änderten die Piloten ihren Flugplan, sodass der Anflug auf Innsbruck im Sichtflug (VFR) durchgeführt wurde. Um 15:12 Uhr Ortszeit erfolgte der letzte Kontakt mit der Flugsicherung Innsbruck. Zu dieser Zeit befand sich die Maschine in einer Höhe von 10.000 Fuß (3050 m). Bis dahin war es nicht gelungen, die Wolkendecke zu durchbrechen.
Es gab keine Zeugen des Unfalls, vor allem wegen der schlechten Sichtverhältnisse. Der genaue Absturzort war zunächst unbekannt; erst am Vormittag des nächsten Tages wurde das Wrack gefunden, ungefähr gleichzeitig durch das Personal der Glungezerhütte und aus der Luft von einer DC-4 der amerikanischen Luftwaffe.

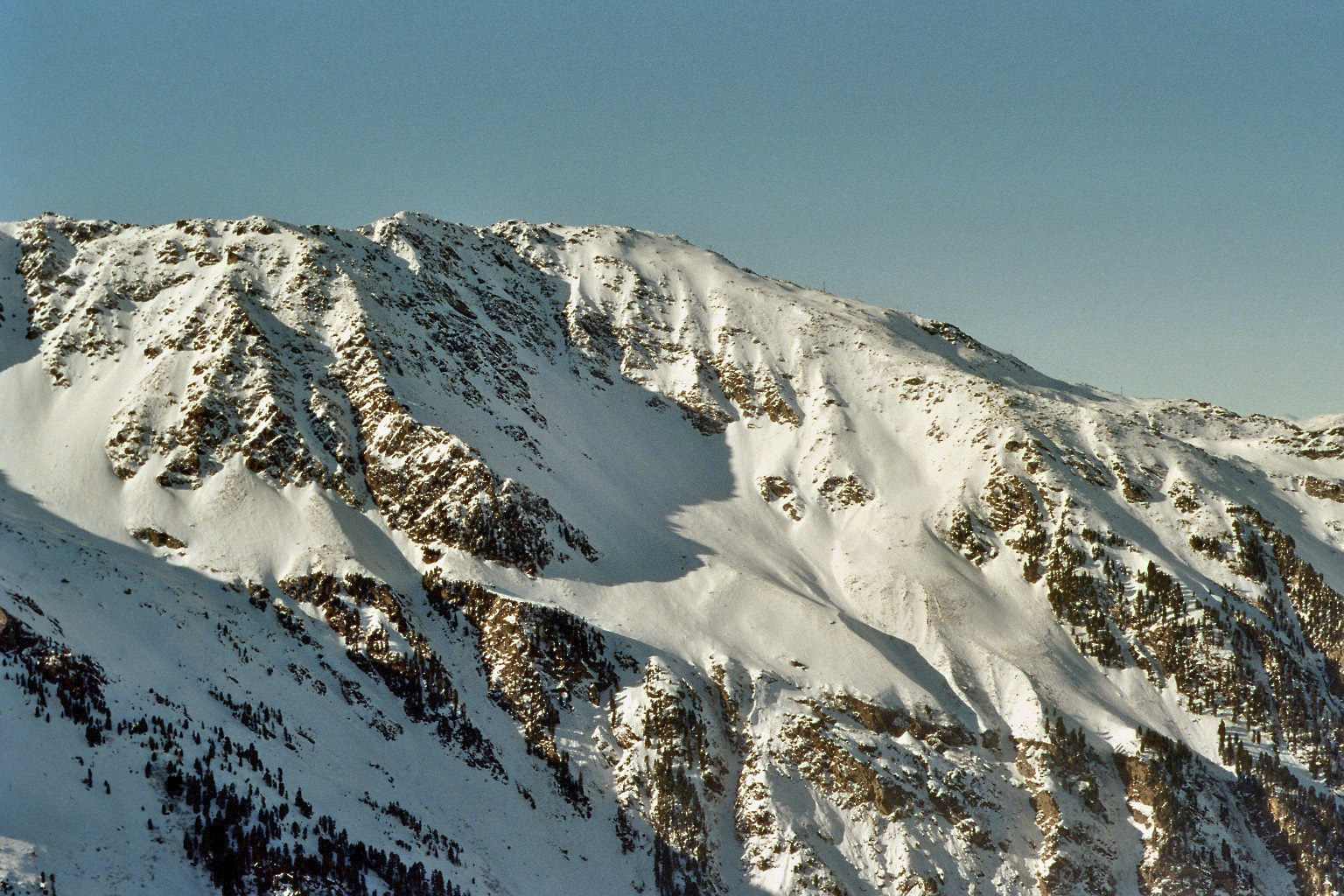
Die Ostflanke des Glungezer, wo das Flugzeug aufprallte

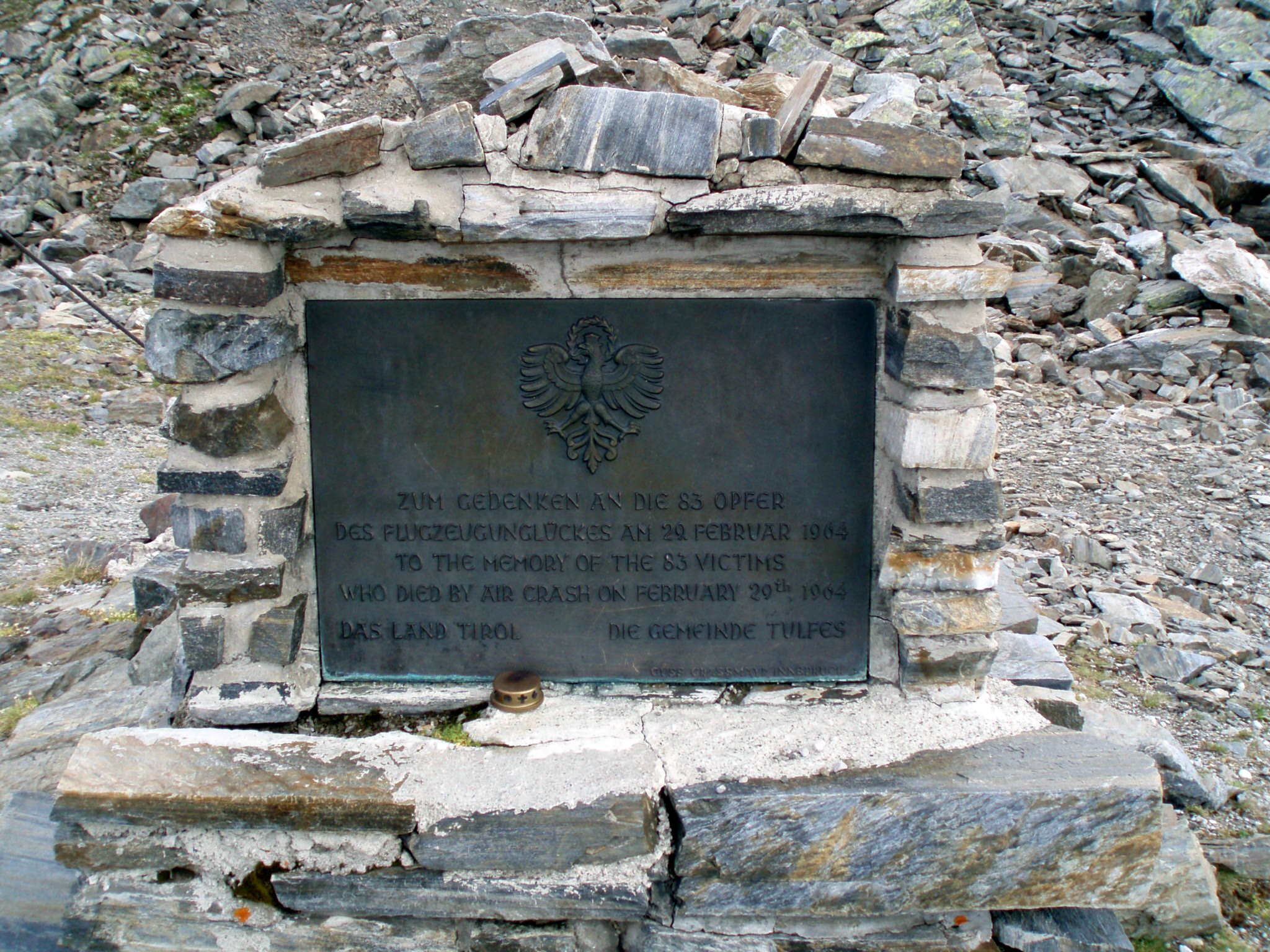
Denkmal neben dem Gipfelkreuz zur Erinnerung an den Flugunfall

Die Absturzstelle befindet sich in 2600 m Seehöhe wenige Meter unter dem Gipfel des Glungezer. Es kam nicht zu einem Brand, jedoch löste der Aufprall eine Lawine aus, durch die große Teile des Wracks mehrere hundert Meter in die Tiefe gerissen wurden. Die Bergung der Opfer war wegen der großen Lawinengefahr schwierig und erfolgte mit Hubschraubern.

## Unfallursache
Der Unfallbericht nannte einen Pilotenfehler als Hauptursache für den Unfall. Die Piloten hatten die unter den gegebenen Wetterbedingungen geltende sichere Mindestflughöhe unterschritten. Dazu beigetragen hatte der Umstand, dass trotz der Wetterbedingungen Flugzeuge in Innsbruck starteten und landeten, was die Piloten der Unfallmaschine dazu drängte, trotz der schlechten Sichtbedingungen einen Landeanflug zu versuchen.

## Opfer
Die Todesopfer waren bis auf eine Österreicherin britische Staatsbürger. Die meisten waren Touristen, die zum Wintersport nach Innsbruck wollten. Die Olympischen Winterspiele, die wenige Wochen vorher abgehalten worden waren, hatten viel zur Popularität Innsbrucks als Wintersportort beigetragen.